# Khagaria
Khagaria là một thành phố và khu đô thị của quận Khagaria thuộc bang Bihar, Ấn Độ.

## Địa lý
Khagaria có vị trí 25°30′B 86°29′Đ / 25,5°B 86,48°Đ Nó có độ cao trung bình là 36 mét (118 feet).

## Nhân khẩu
Theo điều tra dân số năm 2001 của Ấn Độ, Khagaria có dân số 45.126 người. Phái nam chiếm 55% tổng số dân và phái nữ chiếm 45%. Khagaria có tỷ lệ 64% biết đọc biết viết, cao hơn tỷ lệ trung bình toàn quốc là 59,5%: tỷ lệ cho phái nam là 70%, và tỷ lệ cho phái nữ là 58%. Tại Khagaria, 17% dân số nhỏ hơn 6 tuổi.